# 王國斌 (歷史學家)
王國斌（Roy Bin Wang，1949年—），是一名中國經濟史學家，目前擔任加州大學洛杉磯分校亞洲研究所的總監。早年就讀於密歇根大學，後來於哈佛大學取得碩士與博士學位。他屬於經濟史中的加州学派。

## 著作
- China Transformed: Historical Change and the Limits of European Experience（與彭慕蘭合著）（中譯《轉變的中國：歷史變遷與歐洲經驗的局限》ISBN 9787214023216）